# 治安警察局

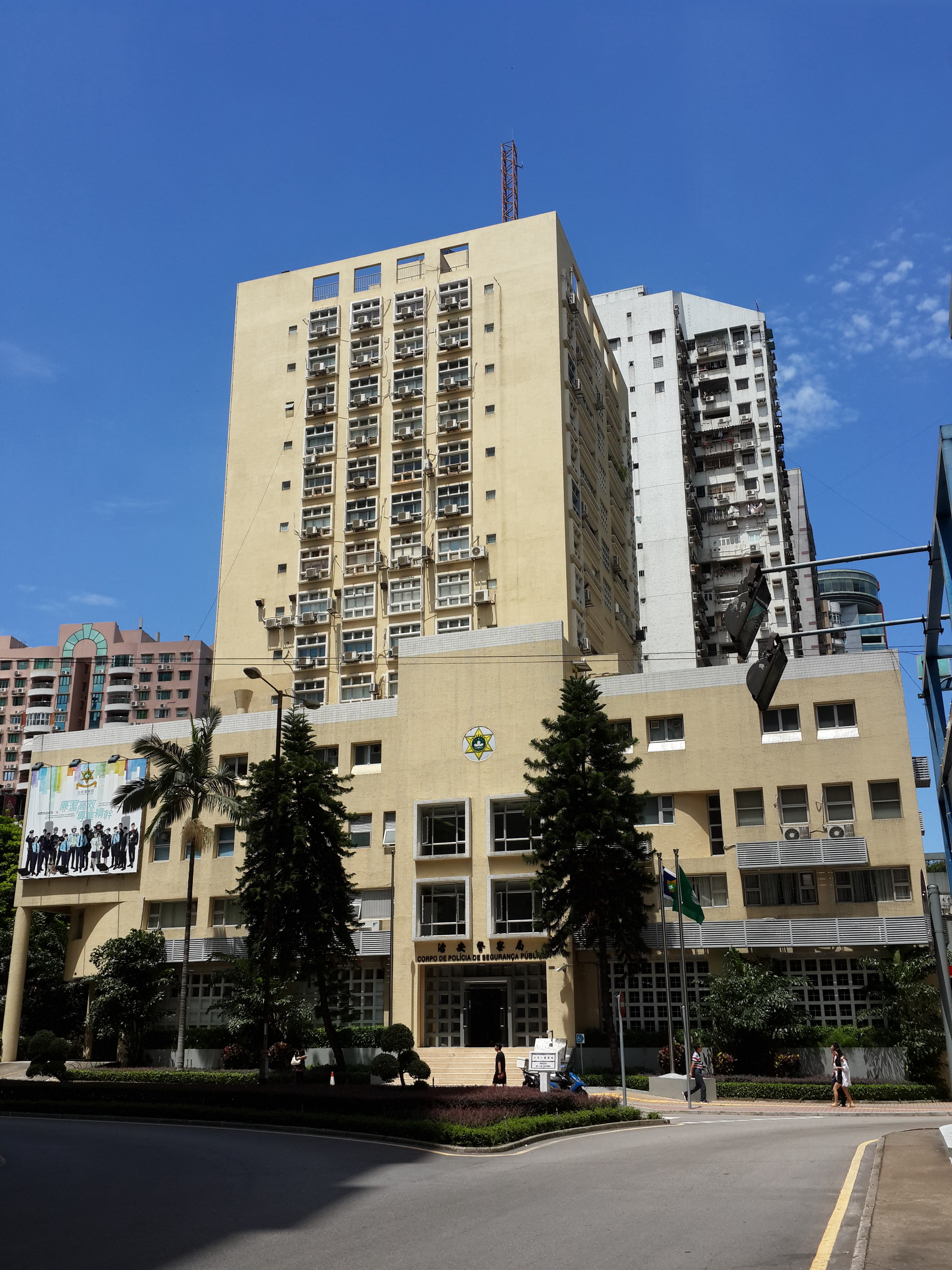
治安警察局原總部大樓，新口岸警司處仍然在此辦公

掛在治安警察局外牆的宣傳海報

治安警察局（葡萄牙語：Corpo de Polícia de Segurança Pública，簡稱治安警），是澳門特別行政區政府保安司轄下的局級政府部門，負責維持公共安全，維護公共及私人財產。

## 榮譽
- 特警隊保護重要人物及設施組在2002年獲澳門特區政府授予英勇獎章。
- 銀樂隊在2004年獲澳門特區政府授予勞績獎章。

## 歷史
- 1691年3月14日在葡萄牙陆军介入接管澳门治安职责之前，驻防葡属澳门的军队首先由葡萄牙海军负责执法，起初，有一小部分驻军负责警察工作，但在1784年，大部分职责由葡萄牙驻印度士兵接管。
- 1810年5月13日，摄政王营成立，作为殖民地的警察部队，由四个连的400人组成。初時兩個連駐扎在紅窗門稅館，另外兩個連设在大炮台。
- 1841年3月3日，皇家诏书批准设立一支永久性的警察队伍，由非澳门人组成。由贝纳迪诺·德·塞纳·费尔南德斯在澳门本地人的协助下，创建了一个叫“警卫集市”的守夜人小组，负责夜间巡逻居民区，该组织称为市場警察，以保衛市場的主要居民。市场警察被澳葡政府承认为合法的执法机构。最初的统计是50人，但很快增加到100人。
- 1861年，澳门总督通过一项法令，将澳门市场警察更名为澳门警察部队（葡萄牙語：O Corpo de Polícia de Macau，缩写：CPM），使警察獲得了公共力量的地位，改稱警察部隊。
- 1868年11月18日，根据颁布的第56号法令，澳门警察委员会获得了在殖民地水域巡逻的权力，并将这项职责赋予了澳门港口警察（葡萄牙語：Polícia do Porto de Macau，缩写：PPM）。
- 摩尔人于1873年被招募入伍，1874年8月9日澳门警察成立了摩尔人分部。
- 1879年1月18日，澳门总督欧亨尼奥·卡洛斯·科雷亚·达席尔瓦解散了澳门警察总队，取而代之成立了澳門警衛隊（葡萄牙語：Guarda Policial de Macau，缩写：GPM）。
- 1912年6月10日颁布的第106号省訓令澳門省各鎮區均設一警務局，由該鎮區行政官領導，而警務局人員則為省總督指定之秘密警察及士卒。警務局直接掌管的職務包括刑事偵查及行政監督。此外亦規定了治安警察由軍隊擔任，專責維持鎮區秩序，由各自的指揮官直接領導；但在該鎮區的行政官要求或遇有現行罪的情況下，亦須執行刑事偵查及行政監督的事務。
- 1914年，鎮區行政官、華民政務司兼警務首長達尼埃爾‧費雷拉创建了一个有300名警察的民警隊。
- 1916年，第52號訓令批准錄用從各警務局召回之軍官及士卒，以便在鎮區行政官（即警長）之指揮下，組成專責治安之警司處。該處人數為304人，每月經費為澳門元柒仟捌佰元正（MOP7,800.00）。
- 1937年，根据第533号訓令，澳門治安警察廳廳長一職，為獨立職務，不同於澳門鎮區行政官兼警長；警察廳廳長應由受過軍事訓練之本國陸軍中一名上尉或中尉擔任，隸屬於殖民地民政事務局。
- 治安警察廳的警察乐队于1951年在路易斯·奥古斯托·德·马托斯·帕莱蒂的领导下成立，作为警队在官方活动中的礼仪单位。社會復原所成立于1961年，旨在帮助照顾有困难的人，如孤儿、无家可归者或在澳门没有永久住所的外国人。到1968年5月，治安警察廳在直屬澳門總督的軍事化機構。
- 1974年10月7日，治安警察部队首次招募了女警官。
- 1975年，澳門保安部隊成立，治安警察廳則轉為保安部隊其中一個組成單位。澳門地區獨立指揮部被撤銷，軍事化部隊亦實行改編。
- 1999年12月20日，随着澳门主权的移交，治安警察廳改稱治安警察局。
- 2001年1月29日，特區政府在公報刊登第1/2001號法律《澳門特別行政區警察總局》，成立警察總局，治安警察局和司法警察局改由警察總局統一指揮。
- 2018年12月18日，特區政府在公報刊登第14/2018號法律《治安警察局》和第34/2018號行政法規《治安警察局的組織及運作》，重組治安警察局。
- 2024年9月起，治安警總部分階段遷往氹仔北安碼頭大馬路治安警察局新總部大樓，澳門警務廳新口岸警司處維持在原址（澳門十月一號前地原總部大樓）繼續辦公[2]。

## 職責

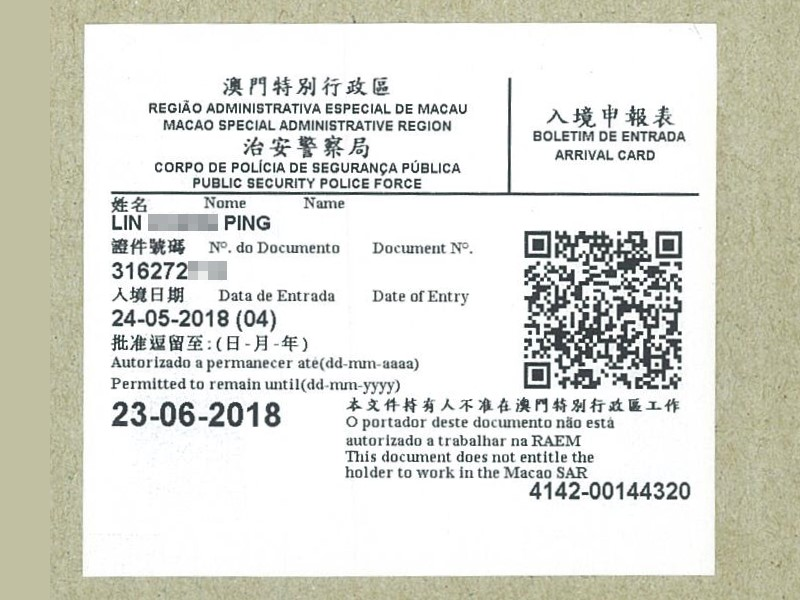
治安警察局入境申報表

1. 治安警察局在履行其職責時，尤其具有以下職權，但不影響法律賦予的職權：
  - 保障澳門特別行政區體制的正常運作；
  - 監察及保障法律的遵守；
  - 保障居民行使基本權利及自由；
  - 確保尊重法治，並維持公共秩序、安全及安寧；
  - 預防犯罪，尤其預防有組織及嚴重暴力的犯罪；
  - 向處於公共災難的人提供幫助及救援；
  - 巡邏街道及公眾地方，保障在集會、示威、莊嚴儀式、慶典、體育或文化表演以及任何引起公眾聚集的活動時的公共秩序及安寧；
  - 確保遵守道路交通及總體陸上運輸活動的法例規定；
  - 在獲悉任何犯罪的預備或實施時，採取必要的迫切措施，以防止犯罪的實施、保存證據並拘留行為人，如調查有關犯罪屬其他刑事警察機關的專屬職權，則繼續採取上述措施直至有關刑事警察機關介入；
  - 履行法律就刑事訴訟程序事宜所賦予的職責，尤其是收集犯罪消息並將所獲悉的犯罪消息告知主管司法當局，以及採取與偵查或預審有關的措施及進行調查，但僅以獲主管司法當局授權進行者為限；
  - 監察易於預備或實施犯罪，以及易於因犯罪結果而獲利或包庇罪犯等的活動及地點，如攤檔、非法賭場、酒店業場所及類似的場所、娛樂場所以及交通工具；
  - 注意任何可能擾亂安寧及影響居民日常生活的行為；
  - 針對可能會危害機場及民用航空安全的不法行為，採取預防及遏止措施；
  - 行使法律賦予關於出入境及邊境管制等事宜的職權；
  - 履行法律賦予關於行政條件及有關監察事宜的職責及職權，尤其是關於發出私人保安業務執照及使用及攜帶自衛武器准照的事宜。
2. 治安警察局亦有以下職權：
  - 屬迫切情況所需，看守公共建築物及其他重要設施；
  - 監管有關使用及攜帶武器、彈藥、爆炸性物質以及狩獵等的一切法律規定的遵守；
  - 當公共部門及其他公法實體，以及有關工作人員為擔任其職務而要求協助時，予以協助；
  - 發生公共災難，尤其是自然災禍或火災時，與其他公共及私人實體合作，並提供協助；
  - 在知悉拾獲物物主的情況下，根據現行法例的規定，將拾獲物交還物主；
  - 向上級匯報有關傳染病的任何跡象或表現；
  - 根據法律賦予的職權，監察法律規定的遵守，作實況筆錄以及在有需要時科處規定的罰款；
  - 為更好遵守有關設立工業的現行規定，提供協助及援助；
  - 維護澳門特別行政區的財政利益，保護合法交易、工藝及工業，並對執行法律、規章、規定及有關良好管理的命令，提供必要的協助；
  - 如屬必要且風險程度致使，須提供對重要人物的保護；
  - 對工業企業或其他在運作上已被聲明對澳門特別行政區具公認戰略利益的企業，提供長期或臨時保護；
  - 監察澳門特別行政區關於遺體的運送、搬離、埋葬、火葬及焚化的規定的遵守；
  - 組成並持續更新有關私人保安業務的卷宗，以及確保依法進行有關的監察；
  - 致力為居民提供在保安事宜上的培訓、教育及資訊；
  - 控制、防止流浪者和行乞者以任何方式打擾居民正常生活的行為，並將之轉介到社會工作機構。
3. 在不影響《刑事訴訟法典》規定的適用下，推定賦予治安警察局專屬職權以調查剝奪他人行動自由罪、使人成為奴隸罪、綁架罪或挾持人質罪，但僅以第一款（五）項所指預防行動中所取得的犯罪線索而隨即展開的調查者為限。
4. 屬上款規定的情況，治安警察局除須根據《刑事訴訟法典》的規定行動外，應在最短時間內將有關事實通知司法警察局。
5. 治安警察局在行使其行動職權時，受合法性原則及適度原則約束。

## 組織法例
- 第9/2002號法律（2002年12月9日《澳門特別行政區公報》）訂定澳門特別行政區內部保安綱要法 – 廢止十二月二十六日第76/90/M號法令及六月二十二日第26/98/M號法令。
- 第4/2006號法律（2006年5月15日《澳門特別行政區公報》）修改保安部門及保安部隊若干人員組別的薪俸點。
- 第2/2008號法律（2008年4月21日《澳門特別行政區公報》）重組保安部隊及保安部門職程。
- 第53/2009號行政命令（2009年11月3日《澳門特別行政區公報》）設立一非法移民拘留中心。
- 第33/2011號行政命令（2011年6月20日《澳門特別行政區公報》）設立一非法移民拘留中心。
- 第8/2013號行政法規（2013年4月22日《澳門特別行政區公報》）核准治安警察局及消防局的工作證式樣。
- 第23/2015號行政命令（2015年6月1日《澳門特別行政區公報》）在路環碼頭設立出入境事務站。
- 第8/2016號行政命令（2016年2月11日《澳門特別行政區公報》）修改治安警察局人員編制。
- 第20/2016號行政命令（2016年3月21日《澳門特別行政區公報》）在澳門漁人碼頭內的遊艇碼頭設立出入境事務站。
- 第68/2017號行政命令（2017年5月29日《澳門特別行政區公報》）在氹仔客運碼頭設立出入境事務站。
- 第102/2017號行政命令（2017年10月31日《澳門特別行政區公報》）修改治安警察局人員編制。
- 第3/2018號行政法規（2018年2月12日《澳門特別行政區公報》)修改一月三十日第5/95/M號法令及第9/2002號行政法規《澳門保安部隊事務局的組織與運作》。
- 第104/2018號行政命令（2018年10月15日《澳門特別行政區公報》)修改治安警察局人員編制。
- 第107/2018號行政命令（2018年10月22日《澳門特別行政區公報》)在港珠澳大橋澳門口岸管理區設立出入境事務站。
- 第14/2018號法律（2018年12月17日《澳門特別行政區公報》)訂定治安警察局職責及職權制度。
- 第34/2018號行政法規（2018年12月17日《澳門特別行政區公報》)治安警察局的組織及運作。
- 第98/2019號行政命令（2019年6月24日《澳門特別行政區公報》)修改治安警察局人員編制。
- 第32/2020號行政命令（2020年8月17日《澳門特別行政區公報》）設立橫琴口岸澳門口岸區出入境事務站。
- 第13/2021號法律（2021年8月9日《澳門特別行政區公報》)保安部隊及保安部門人員通則。
- 第35/2021號行政命令（2021年9月6日《澳門特別行政區公報》）設立青茂出入境事務站。
- 第20/2022號行政法規（2022年5月23日《澳門特別行政區公報》)保安部隊及保安部門人員通則的施行細則。
- 第27/2024號行政命令（2024年5月27日《澳門特別行政區公報》）設立路環遊艇碼頭出入境事務站。

## 歷任局長
| #                    | 姓名                                                       | 任期                            | 備注                           |
| -------------------- | ---------------------------------------------------------- | ------------------------------- | ------------------------------ |
| 治安警察廳（回歸前） |                                                            |                                 |                                |
| 1                    | Bernardino de Senna Fernandes                              | 1857年10月14日 - 1863年7月29日  |                                |
| 2                    | Gaudêncio de Conceição Tenente                             | 1924年7月16日 - 1931年2月28日   |                                |
| 3                    | Câncio José Jorge                                          | 1925年9月30日 - 1925年11月15日  |                                |
| 4                    | Frederico Tamagnini de Sousa Barbosa                       | 1929年12月20日 - 1930年5月23日  |                                |
| 5                    | Major Alexandre dos Santos                                 | 1931年3月1日 - 1937年1月22日    |                                |
| 6                    | Carlos de Sousa Gorgulho                                   | 1937年3月5日 - 1939年7月31日    |                                |
| 7                    | Júlio Manuel de Oliveira Montalvão e Silva                 | 1939年8月1日 - 1939年8月27日    |                                |
| 8                    | Capitao Eduardo Madureira Proença                          | 1939年8月28日 - 1941年3月16日   |                                |
| 9                    | Capitão Alberto Ribeiro da Cunha                           | 1941年3月17日 - 1946年3月21日   |                                |
| 10                   | Álvaro Marques de Andrade Salgado                          | 1946年6月27日 - 1948年1月1日    |                                |
| 11                   | Luís Augusto de Matos Paletti                              | 1948年1月2日 - 1952年12月20日   |                                |
| 12                   | José da Conceição Miguel                                   | 1952年12月21日 - 1953年4月12日  |                                |
| 13                   | Júlio Augusto da Cruz                                      | 1953年4月13日 - 1954年9月1日    |                                |
| 14                   | Artur da Palma Vicoso                                      | 1954年9月2日 - 1955年1月21日    |                                |
| 15                   | João Victor Teixeira Bragança                              | 1955年1月22日 - 1956年9月2日    |                                |
| 16                   | Dias da Silva Terente                                      | 1956年9月3日 - 1960年12月4日    |                                |
| 17                   | Delfim Nunes                                               | 1959年12月9日 - 1960年8月7日    |                                |
| 18                   | Henrique Ferreira da Conceição Fontes                      | 1960年12月5日 - 1960年12月18日  |                                |
| 19                   | Major Info. Sigismundo G. da C. Revês                      | 1960年7月26日 - 1963年1月3日    |                                |
| 20                   | T. Cor. Carlos A da M. Cenveira                            | 1963年1月17日 - 1963年10月14日  |                                |
| 21                   | Tenente Coronel Octávio de C. Galvão de Figueiredo         | 1963年1月16日 - 1967年1月11日   |                                |
| 22                   | Major de Arto. Henrique Manuel Lajes Ribeiro               | 1966年12月15日 - 1967年9月9日   |                                |
| 23                   | Tenente Coronel José L. de A. Ferreira Machado             | 1967年7月21日 - 1970年12月30日  |                                |
| 24                   | Major de Infantaria Eduardo C. F. B. de Velasco            | 1970年12月30日 - 1972年10月20日 |                                |
| 25                   | Ten. Cor. Info. António Miguel Rodrigues                   | 1972年10月26日 - 1974年12月1日  |                                |
| 26                   | Major de Infantaria Rodrigo A de S. Lobo D Ávila           | 1974年12月9日 - 1978年12月5日   |                                |
| 27                   | Tent. Coronel de Infantaria Virgílio de P. B. de Magalhães | 1979年4月3日 - 1981年10月30日   |                                |
| 28                   | Major de Infantaria José Alberto Cardeira Rino             | 1981年11月4日 - 1982年7月8日    |                                |
| 29                   | Coronel João Manuel Duarte Moniz Barreto                   | 1982年10月4日 - 1984年10月4日   |                                |
| 30                   | Ten. Cor. Info. Cmd. Raúl Miguel Socorro Folques           | 1984年10月4日 - 1986年10月1日   |                                |
| 31                   | Cor. Info. Cmd. António Martins Dias                       | 1986年10月1日 - 1991年9月16日   |                                |
| 32                   | Tenente Coronel Info. Fernado da Silva Pinto Ribeiro       | 1991年9月17日 - 1998年1月5日    |                                |
| 33                   | Tenente Coronel Info. Manuel António Meireles de Carvalho  | 1998年1月7日 - 1999年3月14日    |                                |
| 34                   | 白英偉                                                     | 1999年3月15日 - 1999年12月19日  |                                |
| 治安警察局（回歸後） |                                                            |                                 |                                |
| 1                    | 白英偉                                                     | 1999年12月20日 - 2001年9月16日  | 被行政長官提名擔任警察總局局長 |
| 2                    | 李小平                                                     | 2001年9月17日 - 2014年1月30日   |                                |
| 3                    | 馬耀權                                                     | 2014年1月31日 - 2014年12月19日  | 被行政長官提名擔任警察總局局長 |
| 4                    | 梁文昌                                                     | 2014年12月20日 - 2019年12月19日 | 被行政長官提名擔任警察總局局長 |
| 5                    | 吳錦華                                                     | 2019年12月20日 - 現在           |                                |

## 裝備

### 槍械

#### 制式裝備
| 型號                  | 類型     | 產地 |
| --------------------- | -------- | ---- |
| 史密夫威信軍警型      | 左輪手槍 | 美国 |
| 柯爾特警探特裝型      | 左輪手槍 | 美国 |
| 雷明登870泵動式霰彈槍 | 霰彈槍   | 美国 |
| HK MP5                | 衝鋒槍   | 德国 |
| HK G3                 | 步槍     | 德国 |

#### 特種單位專用
| 型號           | 類型       | 產地   |
| -------------- | ---------- | ------ |
| SIG P250 DCc   | 半自動手槍 | 美国   |
| 格洛克17       | 半自動手槍 | 奥地利 |
| 格洛克19       | 半自動手槍 | 奥地利 |
| SIG Sauer P226 | 半自動手槍 | 德国   |
| SIG Sauer P228 | 半自動手槍 | 德国   |
| 弗蘭基SPAS-15  | 霰彈槍     | 義大利 |
| SIG 551        | 步槍       | 瑞士   |
| SIG 552        | 步槍       | 瑞士   |
| SIG SSG 3000   | 步槍       | 瑞士   |
| HK G36KV       | 步槍       | 德国   |
| HK G36CV       | 步槍       | 德国   |
| HK PSG1        | 步槍       | 德国   |
| CS/LR4A        | 步槍       | 中国   |
| 法德魯防暴槍   | 防暴槍     | 美国   |
| 球彈槍         | 防暴槍     | 法國   |

### 個人裝備
- 胡椒噴霧
- 伸縮警棍
- 通信機
- 急救包
- 電筒

## 監督
為維持社會對保安部隊人員操守和廉潔認可，保安司辦公室在其官方網站 （页面存档备份，存于）上推出名為“警鐘長鳴 （页面存档备份，存于）”的頁面，記錄對部隊內違法人員的跟進記案。每個案都個對外公佈詳細事件，回應，跟進情況和結果。

### 事件
2014年12月30日，司法警察局揭發一名治安警察局特警隊員，長期透過社交網站誘取大量可被識別身份之少女的不雅照片和視頻，並自2013年中至2014年期間，多次以有關照片要脅及姦淫多名未成年女性，2014年12月28日採取行動將其拘捕，以強姦、性脅迫、對兒童之性侵犯、姦淫未成年人、與未成年人之重要性慾行為和脅迫等罪名，將之移送司法機關處理。
2015年4月30日，澳門廉政公署揭發兩名治安警察局交通廳警員在2014年1月對青洲附近街道的違泊車輛作出檢控時，故意不對一輛屬同僚所有的違例車輛進行票控，及後基於途人指證，又刻意開出填寫錯誤車輛資料的罰單，意圖使違例泊車的同僚免於受罰，涉嫌觸犯了公務員所實施之偽造罪及瀆職罪。
2015年6月12日，一名休假中的治安警員夥同兩名本澳居民於2015年6月11日凌晨冒充便衣警員，以誣衊他人藏毒的方式，勒索一名內地男子三萬港元，被治安警察局警員拘捕。
2015年7月上旬，有市民在網上發佈一張拍攝到治安警察局一輛警用輕型汽車的相片，相片中有兩名穿著制服之警員坐在車輛前排位置睡覺。
2015年7月29日，治安警察局接報於馬場海邊馬路發生交通意外，警員到場後證實為私家車與電單車相撞，2名駕駛者進行酒精呼氣測試後，證實電單車駕駛者（治安警休班副警長）體內酒精含量嚴重超標。
2016年2月27日，治安警察局一名需要在當天9時正擔任總值日官工作之副警司，致電局方報稱身體不適，未能擔任總值日官工作；及後失去行蹤。
2015年4月，任職治安警察局的一名警員在處理證物期間，將原須作為呈堂證物的電擊器錯誤送往內部其他部門銷毁，事後該名警員為掩飾有關錯誤，透過另一名警員協助從內地購買一支相類似的屬於禁用武器的電擊器並違法帶回本澳，藉此偽冒為原應呈堂的證物以呈司法機關。期間，涉案警員更偽造內容不實的公函連同偽冒的證物送呈司法機關，意圖隱瞞原證物被錯誤銷毁的事實。
2016年8月1日，一名當值男警員於當晚巡經氹仔時發現有男女2人因感情及金錢發生糾紛，在介入處理期間，涉嫌收受其中男子一方的港幣一萬圓籌碼作為調解費。其後，事件中女子知悉警員收受籌碼後遂於8月2日向治安警察局報案。治安警察局以涉嫌觸犯“違法收取”罪對該名警員提起刑事程序，並於8月3日將案件移送檢察院處理。
2016年農曆新年5天期間，多名警員先後於執勤期間擅離崗位，故隨即依法就上述違紀行為開立紀律程序。在調查過程中，翻看內部監察錄像時，再發現130名警員懷疑在上述期間逗留於茶水間及值日房候營室等設施內，引起市民討論批評治安警的行為有損澳門形象。
2017年5月23日，一名治安警察局休班警員在氹仔孫逸仙博士圓形地發生交通意外，治安警察局交通廳警員到場處理，經進行酒精測試後，發現休班警員涉嫌醉酒駕駛。
2020年4月27日, 一名休班警員觸犯醉酒駕駛罪，被判6個月徒刑，暫緩執行徒刑3年，禁止駕駛2年。

## 各單位位置分佈

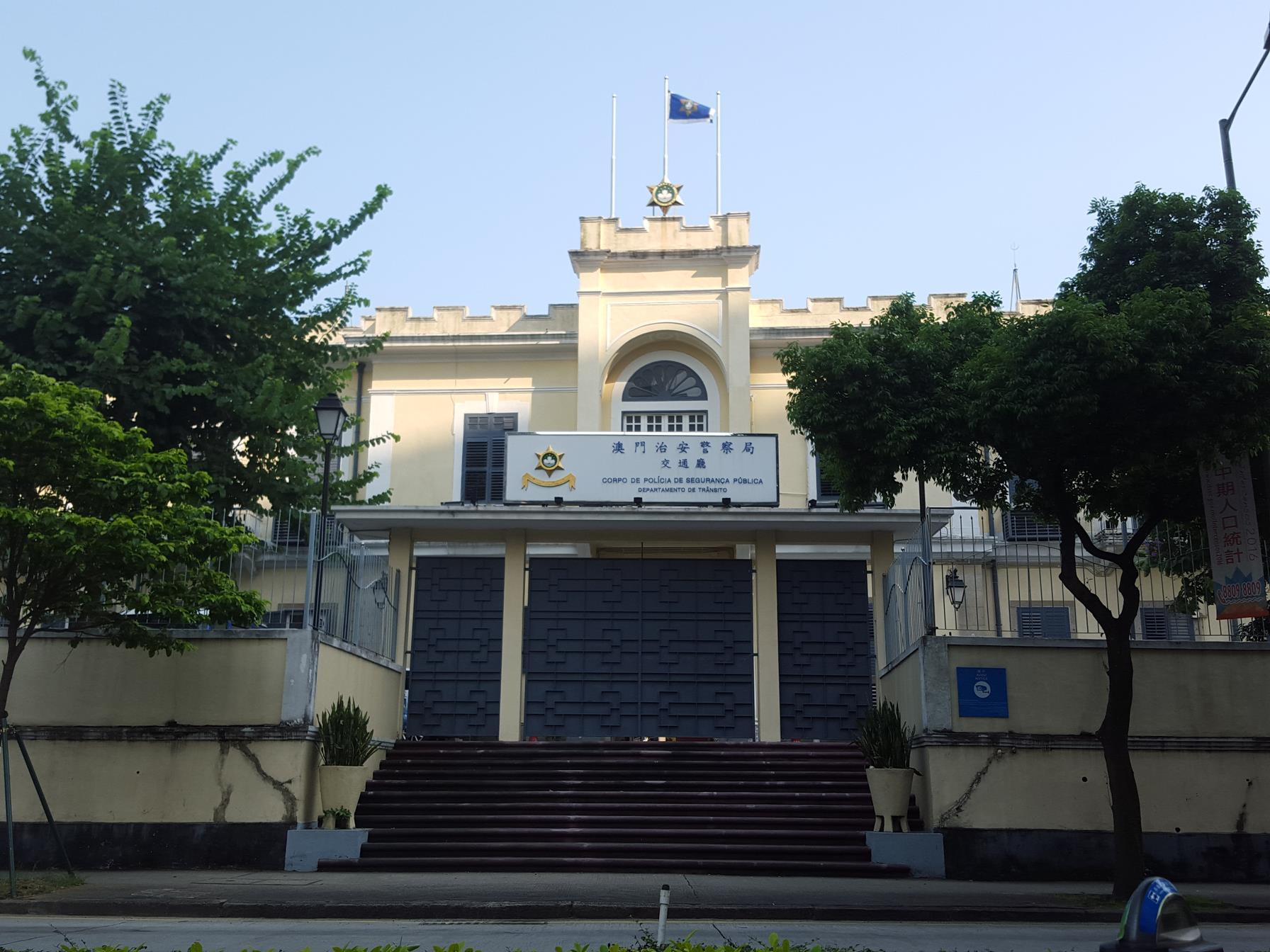
澳門南區交通警司處

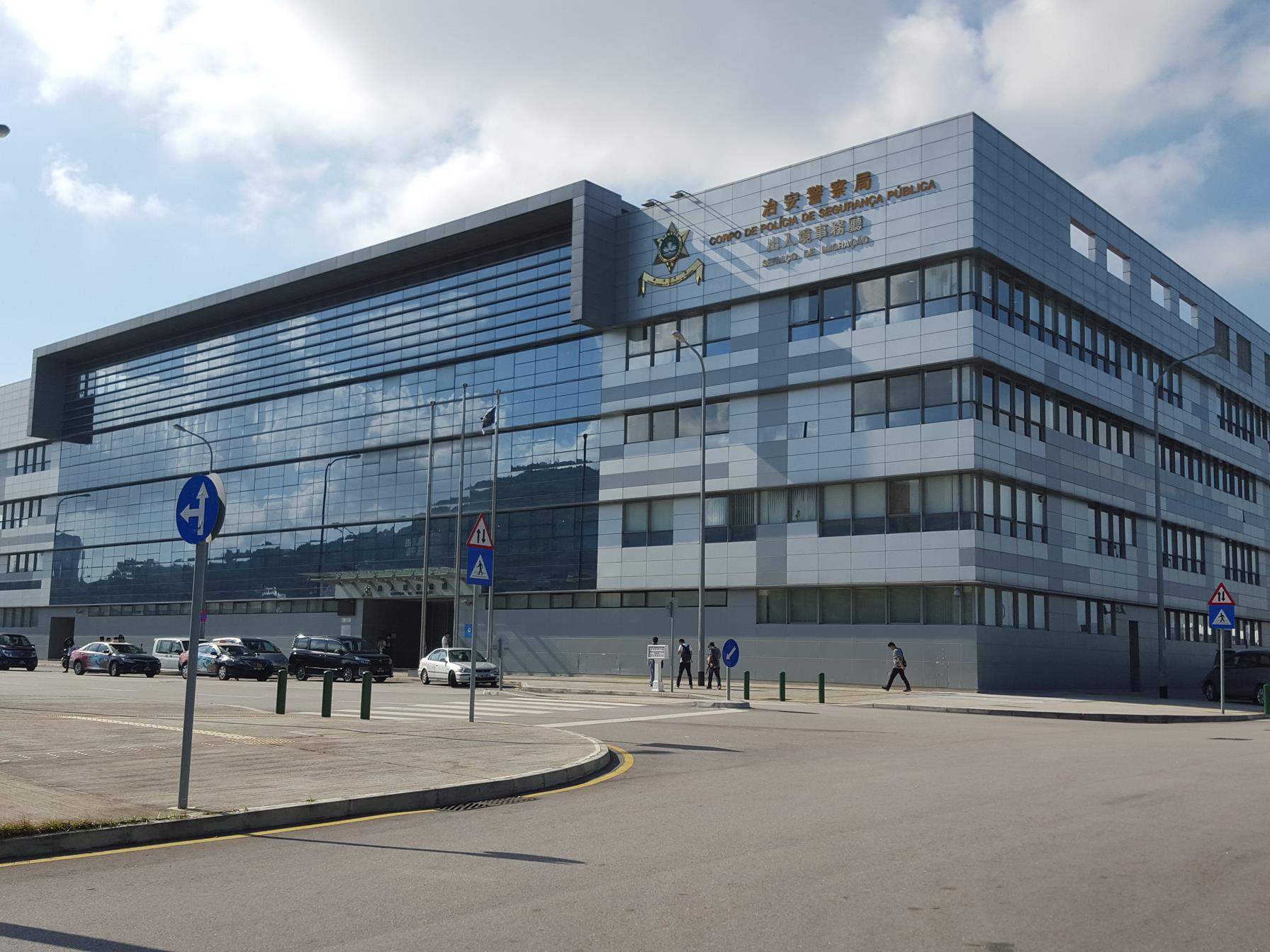
出入境事務大樓

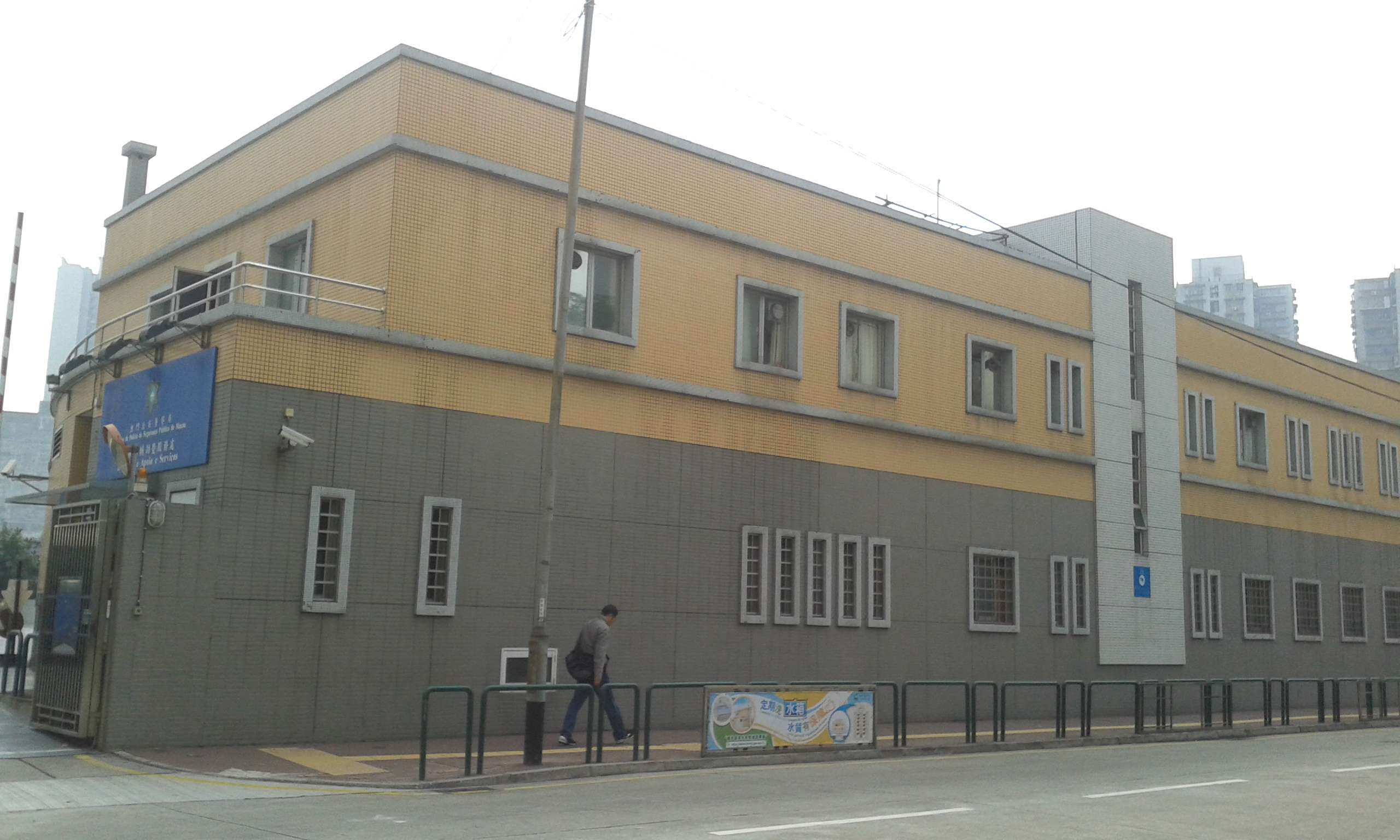
資源管理廳 - 輔助及服務警司處

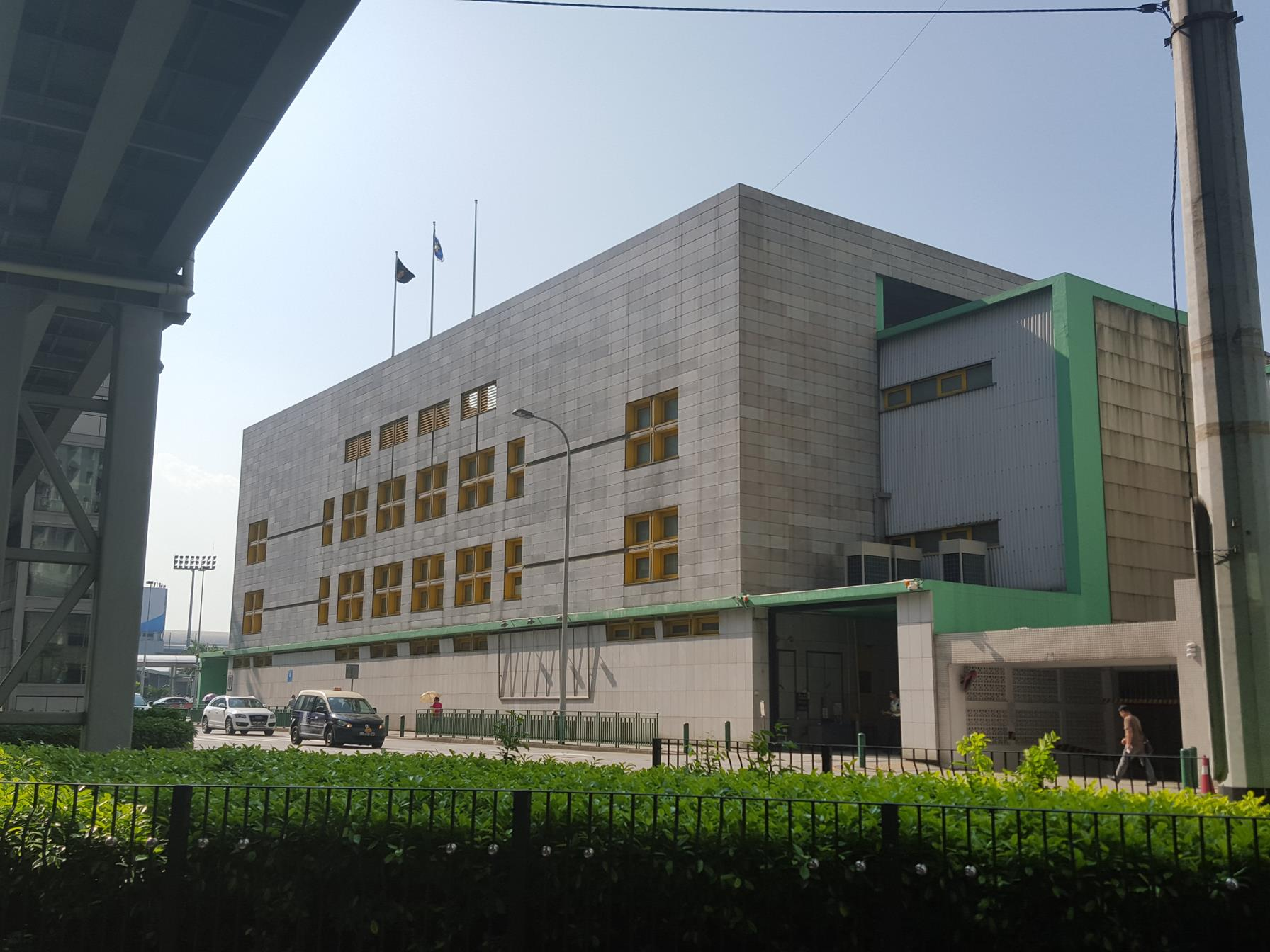
特警隊大樓（已停用）

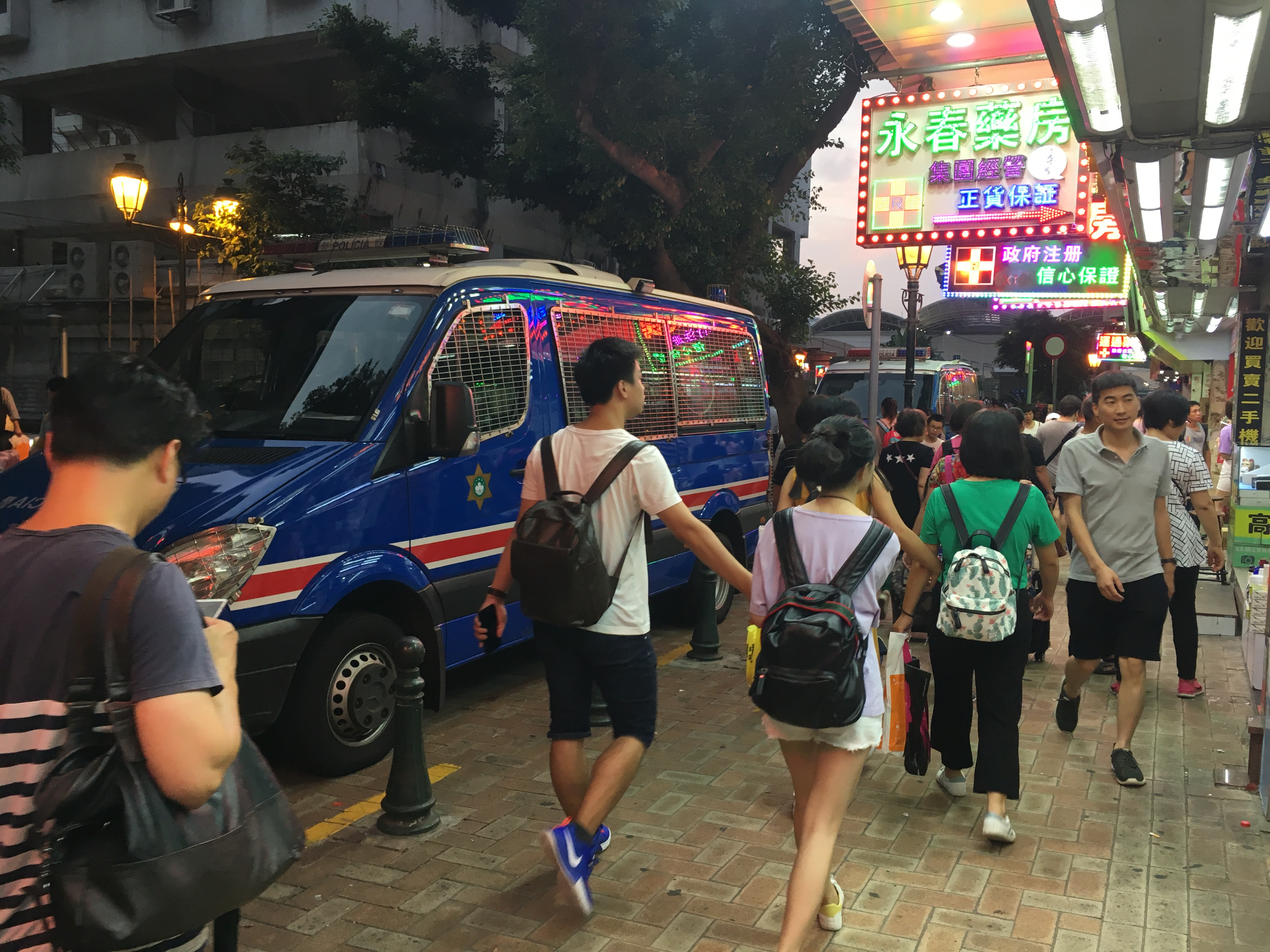
澳門關閘馬路附近駐守的治安警察局特別巡邏組警車

### 治安警察局總部大樓
| 單位             | 地址                                                     |
| ---------------- | -------------------------------------------------------- |
| 策劃行動廳       | 氹仔北安碼頭大馬路治安警察局新總部大樓二樓策劃行動辦公室 |
| 資源管理廳出納組 | 氹仔北安碼頭大馬路治安警察局總部大樓                     |
| 內部監管及資訊廳 | 氹仔北安碼頭大馬路治安警察局總部大樓                     |
| 總辦事處         | 氹仔北安碼頭大馬路治安警察局新總部大樓地面層             |

### 出入境事務大樓
| 單位             | 地址                                           |
| ---------------- | ---------------------------------------------- |
| 情報廳           | 澳門氹仔北安碼頭一巷，治安警察局出入境事務大樓 |
| 居留及逗留事務廳 | 澳門氹仔北安碼頭一巷，治安警察局出入境事務大樓 |

### 出入境事務站
| 隸屬部門     | 單位                           | 地址                         |
| ------------ | ------------------------------ | ---------------------------- |
| 出入境管制廳 | 關閘出入境事務站               | 澳門關閘廣場                 |
| 出入境管制廳 | 青茂出入境事務站               | 青茂口岸澳門邊檢大樓         |
| 出入境管制廳 | 外港碼頭出入境事務站           | 澳門海港前地外港客運碼頭     |
| 出入境管制廳 | 機場出入境事務站               | 澳門氹仔偉龍馬路澳門國際機場 |
| 出入境管制廳 | 橫琴口岸澳門口岸區出入境事務站 | 橫琴口岸澳門口岸區           |
| 出入境管制廳 | 氹仔碼頭出入境事務站           | 澳門氹仔北安大馬路           |
| 出入境管制廳 | 內港及遊艇碼頭出入境事務站     | 澳門火船頭街                 |
| 出入境管制廳 | 珠澳跨境工業區出入境事務站     | 澳門工業園大馬路             |
| 出入境管制廳 | 港珠澳大橋出入境事務站         | 港珠澳大橋澳門邊檢大樓       |

### 交通警務
| 隸屬部門 | 單位               | 地址                               |
| -------- | ------------------ | ---------------------------------- |
| 交通廳   | 澳門南區交通警司處 | 澳門得勝馬路                       |
| 交通廳   | 交通偵查警司處     | 士多鳥拜斯大馬路(近栢景停車場入口) |
| 交通廳   | 海島交通警司處     | 澳門氹仔大連街159號                |

### 治安警務
| 隸屬部門   | 單位                              | 地址                                           |
| ---------- | --------------------------------- | ---------------------------------------------- |
| 澳門警務廳 | 南灣警司處（原一區警司處）        | 澳門夜呣斜巷/崗頂斜路澳門警務廳大樓            |
| 澳門警務廳 | 南灣警司處分站 / 旅遊警察服務中心 | 板樟堂街1A至1C號地下（原新聞局大樓）           |
| 澳門警務廳 | 北區警司處（原二區警司處）        | 澳門罅些喇提督大馬路/提督馬路                  |
| 澳門警務廳 | 北區警司處分站                    | 澳門李寶椿街青洲坊大廈M舖及N舖                 |
| 澳門警務廳 | 東區警司處                        | 港珠澳口岸環形馬路                             |
| 澳門警務廳 | 東區警司處分站（原二區分站）      | 澳門東北大馬路418號廣華新邨第9座地下           |
| 澳門警務廳 | 東區警司處港珠澳大橋報案室        | 港珠澳大橋澳門邊檢大樓                         |
| 澳門警務廳 | 新口岸警司處（原三區警司處）      | 澳門十月一號前地治安警察局原總部大樓正門一樓   |
| 澳門警務廳 | 新口岸警司處分站                  | 澳門科英布拉街336號                            |
| 海島警務廳 | 機場警務處                        | 澳門氹仔偉龍馬路國際機場大樓南翼地下面向停車場 |
| 海島警務廳 | 氹仔警司處                        | 澳門氹仔大連街141號                            |
| 海島警務廳 | 路環警司處                        | 澳門路環石排灣業興大廈第六座地下               |
| 海島警務廳 | 路環警司處分站                    | 澳門路環田畔街                                 |
| 海島警務廳 | 橫琴島澳門大學新校區分站          | 橫琴澳大校區凱旋大馬路                         |
| 海島警務廳 | 橫琴口岸澳門口岸區分站            | 橫琴口岸澳門口岸區                             |

### 警察學校、特警隊、其他部門
| 隸屬部門   | 單位             | 地址                                     |
| ---------- | ---------------- | ---------------------------------------- |
| 警察學校   | 警察學校         | 澳門新口岸友誼巷                         |
| 警察學校   | 警察學校分教處   | 澳門路環石街                             |
| 特警隊     | 特警隊大樓       | 澳門氹仔北安碼頭二巷治安警察局特警隊大樓 |
| 特警隊     | 警犬基地         | 澳門路環黑沙馬路                         |
| 資源管理廳 | 輔助及服務警司處 | 澳門青洲大馬路                           |

## 新總部大樓及特警隊新大樓
治安警察局位於新城E1區的新總部大樓及特警隊新大樓於2021年1月動工，2024年1月16日完工，大樓為U型設計，由3座建築物組成，樓高9層及附設兩層地庫停車場，設有行動指揮室、999行動中心、新聞發佈室、全澳城市電子監察系統設備室、多功能用途室、槍械儲存室、拘留倉以及辦公室等，包括操練場等共用空間；預計同年9月起分階段遷入。

## 外部連結
- 官方网站
- 治安警察局的Facebook專頁
- YouTube上的治安警察局頻道
- 治安警察局的Instagram帳戶